# Закон анатомічної кореляції
Закон анатомічної кореляції, закон Кюв'є — закон сформульований Ж. Кюв'є (1830), згідно з яким спеціалізація окремого органу будь-якого тваринного організму до певного способу життя викликає відповідні модифікації інших органів того ж організму, що дозволяє йому більш успішно виконувати певні функції. Наприклад, наявність копит та рогів у копитних тварин, ікол і різців у плотоїдних та ін.
Організм уявляється Кюв'є єдиною системою, в яку включені форма і функція. Органи стоять у зв'язку з функцією. Функція з телеологічної точки зору Кюв'є, визначається кінцевою метою і є первинним, вихідним; функція визначає і структуру органу. Раз організм є єдністю, єдиною цілісною системою, то звідси випливає, що окремі частини цієї системи знаходяться в закономірному зв'язку, в рівновазі один з одним. Звідси Кюв'є приходить до встановлення принципу кореляції органів. Цей принцип говорить про взаємну залежність органів, про їх зв'язок, про те, що за будовою одного органу можна з відомою ймовірністю судити про будову інших органів, про те, що зміна одного органу тягне за собою відповідні зміни інших органів. Жодна з цих частин не може змінитися без того, щоб не змінилися інші, і, отже, кожна з них, взята окремо, вказує і визначає всі інші — пише Кюв'є. Принцип кореляції органів відіграв велику роль в науці.
Одночасно з принципом кореляції Кюв'є розробляє принцип, який він іменує законом умов існування.